# Trůn

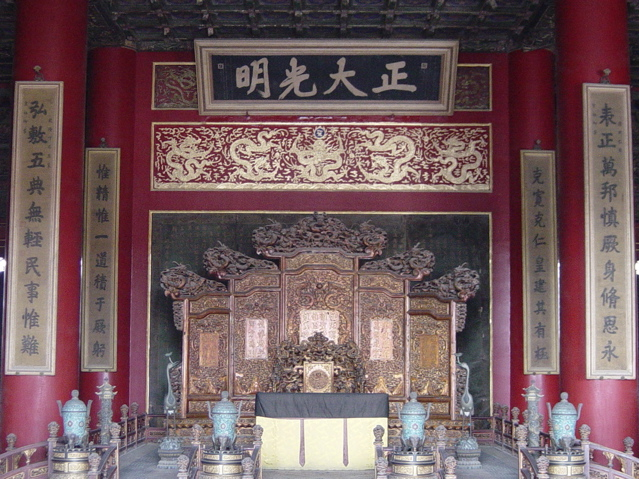
Trůn čínského císaře, z 'Království středu', byl považován za střed Zakázaného města i světa. Řady bran a průchodů, kterými musel návštěvník projít, než stanul před císařem, měly vzbudit úctu.

Trůn nebo také (vladařský) stolec, je oficiální obřadní křeslo nebo sedadlo, na nějž usedá monarcha – panovník (císař, král apod.), zejména při státních nebo slavnostních příležitostech. „Trůn“ může mít v přeneseném smyslu význam „monarchie“ a je v tomto smyslu synonymem výrazu koruna.

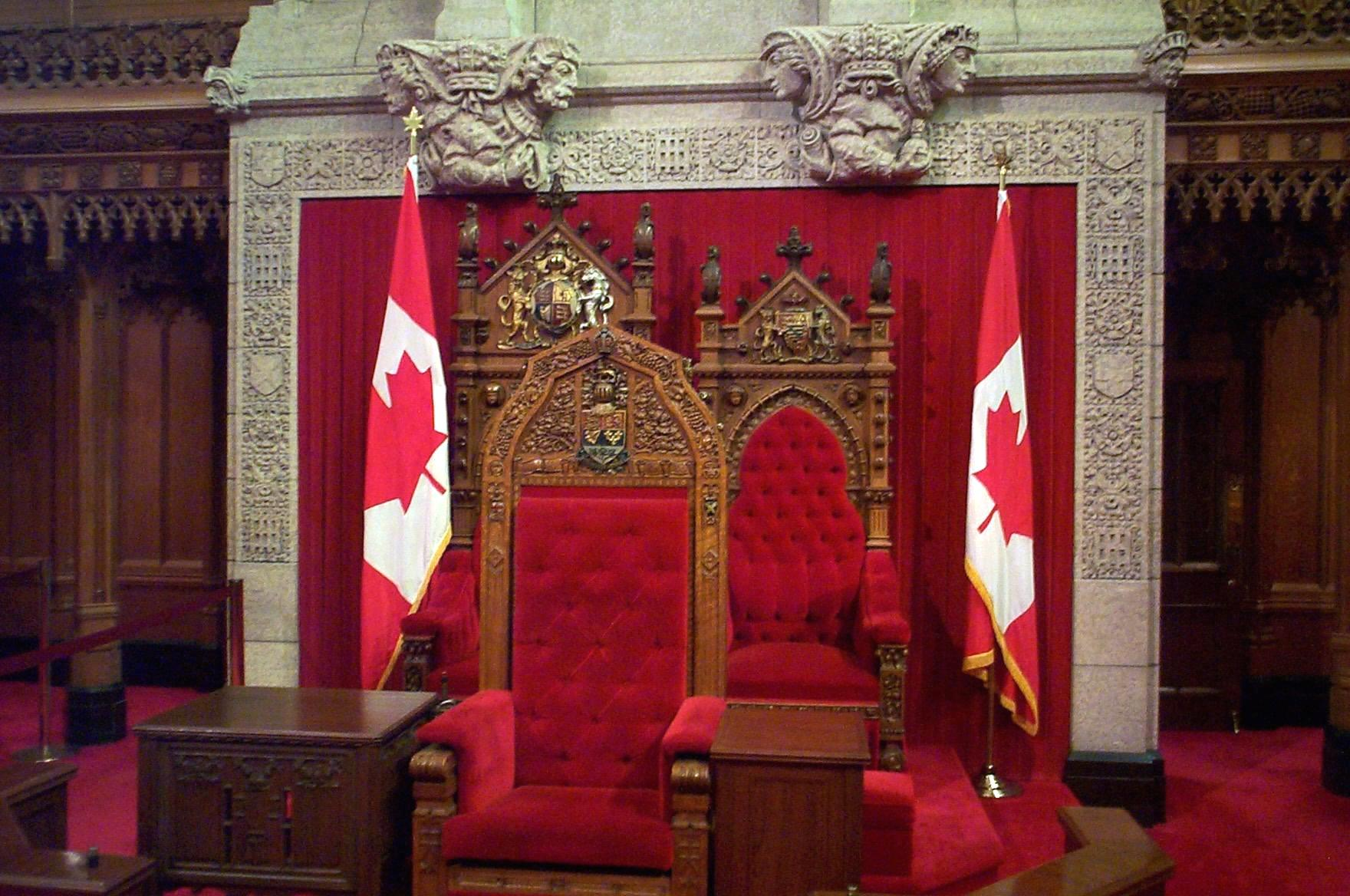
Trůny kanadské královny a vévody z Edinburghu (vzadu) v kanadském Senátu

Řekové (podle Homéra) se vyznačovali tím, že v královských palácích a chrámech umisťovali další prázdný trůn, aby bohové mohli být přítomni, kdykoli si přáli. Nejznámější z těchto trůnů byl trůn boha Apollóna v Amyclae.